# Dowolnoje
Dowolnoje (russisch Дово́льное) ist ein Dorf (selo) in der Oblast Nowosibirsk in Russland mit 6774 Einwohnern (Stand 14. Oktober 2010).

## Geographie
Der Ort liegt etwa 220 km Luftlinie westsüdwestlich des Oblastverwaltungszentrums Nowosibirsk in der Barabasteppe. Er befindet sich am Oberlauf des endorheischen Flusses Bagan wenige Kilometer unterhalb (westlich) des Indersees, den er durchfließt.
Dowolnoje ist Verwaltungszentrum des Rajons Dowolenski sowie Sitz der Landgemeinde (selskoje posselenije) Dowolenski selsowet, zu der außerdem die Siedlung Bagan (8 km östlich) und das Dorf Pokrowka (15 km südöstlich) gehören.

## Geschichte
Als Gründungsjahr des Dorfes durch Umsiedler aus dem europäischen Teil Russlands gilt 1703. 1925 kam das Dorf zum neugebildeten Inderski rajon mit Sitz im 20 km östlich gelegenen Dorf Inder. Am 20. Juni 1930 wurde dessen Verwaltungssitz nach Dowolnoje verlegt und der Rajon dementsprechend umbenannt.

### Bevölkerungsentwicklung
| Jahr | Einwohner |
| ---- | --------- |
| 1897 | 1856      |
| 1939 | 5297      |
| 1959 | 5835      |
| 1970 | 6694      |
| 1979 | 7236      |
| 1989 | 7865      |
| 2002 | 7314      |
| 2010 | 6774      |

Anmerkung: Volkszählungsdaten

## Verkehr
Dowolnoje liegt an der Regionalstraße 50K-07, die etwa 50 km östlich von der 50K-09 abzweigt und in westlicher Richtung in das benachbarte Rajonzentrum Sdwinsk führt. In nördlicher Richtung verläuft die 50K-08, die später ebenfalls an die 50K-09 anschließt und über die Anschluss nach Kargat an der föderalen Fernstraße R254 Irtysch (ehemals M51) von Tscheljabinsk – Omsk – Nowosibirsk besteht. Im etwa 100 km entfernten Kargat befindet sich an der Transsibirischen Eisenbahn auch die nächstgelegene Bahnstation. Von Dowolnoje nach Süden führt die 50K-27, die im gut 60 km entfernten Krasnosjorskoje die 50K-17 (ehemals R382) Nowosibirsk – Karassuk – kasachische Grenze erreicht.